# Sociale categorie
Een sociale categorie is een aantal mensen die enkele kenmerken delen, maar waarbij geen of nauwelijks sprake is van een onderlinge relatie of binding. Gedeelde kenmerken kunnen onder meer geloof, geslacht, leeftijd of beroep zijn. De mensen die deze kenmerken delen, hebben daardoor niet noodzakelijk interactie of gedeelde waarden en doelen. Er is dan ook geen sprake van een sociale structuur en saamhorigheid zoals bij een groep. Men kan dan ook zonder het te weten deel uitmaken van een sociale categorie, iets wat niet mogelijk is bij een groep.
Een aggregaat is een aantal mensen die zich toevallig op dezelfde plaats bevinden, maar die zichzelf niet als groep zien.
Merton maakte onderscheid tussen drie groeperingen. Dit waren de groep, de collectiviteit en de sociale categorie. Bij een groep hebben de leden onderling interactie. Een collectiviteit is een groep die dusdanig groot is, dat niet alle leden interactie met elkaar hebben, maar waarbij nog wel sprake is van gedeelde waarden, doelen en saamhorigheid. Bij een sociale categorie worden nog slechts enkele kenmerken gedeeld, maar is er geen of nauwelijks sprake van een onderlinge relatie of binding.